# 크리스탈요정 지스쿼드
《크리스탈요정 지스쿼드》(표준어: 크리스털요정 지스쿼드, Crystal Fairy Z-Squad 또는 Z-Squad)는 대한민국의 에네메스가 만들어 SBS에서 방송한 마법소녀 3D 애니메이션이다. 평범한 초등학생 소녀인 채니, 혜미, 지니, 세명이 요정으로 변신하여 악당 그린들과 벌룬의 한판 승부를 벌이는 내용이다.

## 줄거리
지구에서 200만 광년 떨어진 쌍둥이 우주에 지네이션이라고 하는 지구와 똑같은 별이 존재하고 있다. 이 쌍둥이 우주의 사랑, 희망, 탐욕, 두려움 등 우주의 삼라만상은 정령 주트가 관장하고 있는데 왕자 에르메스는 우주의 힘을 컨트롤하는 메가벨트 안에 이 주트들을 봉인하고 지네이션을 평화롭게 다스리고 있다. 그러나 우주를 자신의 손아귀에 넣고자 메가벨트를 오시탐탐 노리는 자가 있었으니 그가 바로 우주의 악당 벌룬이다. 왕자가 우주의 평화를 지키는 일에 쓰고 있는 메가벨트는 이 악당에 의해 큰 위기를 맞게 된다.

## 개요
앨리어스 마야 3D 소프트웨어를 사용하는 애니메스(Enemes Co, Ltd.)와 SBS, CJ, 대원씨앤에이홀딩스 그리고 하나로텔레콤과 KT와 캐나다의 넬바나, SOVIK에서 제작한 3D 애니메이션 합작으로 제작한 대한민국의 셀 셰이딩 3D 애니메이션. 대한민국에서 최초로 제작된 마법소녀+3D 애니메이션 조합의 TV 애니메이션 시리즈다.
67분 가량의 극장판으로 제작되어 2006년 춘천애니타운페스티벌, 서울애니시네마 등을 통해 상영되었으며, 이후 TV 시리즈로 2006년 12월 4일부터 2007년 9월 10일까지 SBS와 9개 지역민방에서 방영되었다. 2006년 12월 4일 ~ 2007년 4월 9일까지는 매주 월요일에만 방영되었으며, 4월 17일부터는 화요일에도 방영했다. 이후로는 케이블 채널 등을 통해 재방송되고는 했다.
성우 캐스팅은 상당히 호화로운 편이지만, 주연 성우진까지 단역을 겸할 정도로 중복 캐스팅 또한 상당한 편이다.
2006년에 한국콘텐츠진흥원이 주최한 스타프로젝트 발굴지원사업 1위 선정작으로 뽑혔으며, 같은 해에는 2006 2/4분기 디지털콘텐츠대상 - 디지털영상 분야 대상(대통령상)에 뽑혔고, 2007년에는 2007 Asian Television Awards - Best Animation 상 (TV 애니메이션 부문 최우수상)에 선정되었다.
2007년에는 DVD로도 발매되었다. 온라인 서점이나 오픈마켓 등 온라인 쇼핑몰에서 DVD를 구입할 수 있다. 5디스크 박스세트이며 26화 전편을 볼 수 있다.
플래시 게임으로 제작되어 쥬니어네이버에서는 서비스되기도 했다.
캐나다, 미국, 일본 등을 비롯한 다양한 국가에서 수입되어 방영되었으며, 어느 정도 인지도가 있는지.
2019년 4월부터 그해 말까지 Z-Neo Kids라는 유튜브 채널에서 26화까지 한화씩 업로드했으나, 2020년 8월 기준 갑자기 비공개 처리되었다. 대신 스페이스캅스 공식 채널을 통해 재업로드 되고 있다.

## 등장인물

### 지스쿼드 (Z-SQUAD)
오렌지 힐즈 초등학교에 다니는 12세의 소녀 삼인방. 화려한 스포츠 솜씨로 남자애들을 골탕먹여 학교 짱으로서 여자애들의 지지를 받아오고 있었으나, 갑작스레 전학온 핸섬 3인방의 등장으로 위세가 꺾이고 말았다. 이후 지니의 집 서재에 있던 마법책을 몰래 가져가 주문을 외우다 멋대로 계약을 해버리는 바람에 메가벨트의 봉인을 풀었고, 그 힘을 빼앗겨 싸울 수 없게 된 에르메스 대신 흩어져버린 주트들을 되찾으라는 울라프의 명을 받고 지스쿼드로서 활동하게 되었다. 평상시에는 일단 평범한 초등학생들이지만, 크리스탈의 힘으로 지스쿼드로 변신하면 어른 모습으로 성장하여 각종 도구들의 힘을 빌려 싸우게 된다.
채니(Chaney)
성우: 정미숙 / Alyson Court
나이: 12세
성별: 여
취미: 태권드, 스케이트보드
색깔:      빨간색(     노란색)
상징: 별 모양
버릇: 흥분하면 말을 잘 못하고 횡설 수설 한다.
지스쿼드의 리더 포지션. 붉은 트윈테일 머리와 구릿빛 피부가 특징으로, 인상 그대로 발랄하고 활동적인 성격. 덕분에 크리스탈 2개 사용으로 파워업 할 때 2번 적용된다. 3개라면 사실상 몰빵 덤으로 변신 뱅크신도 독점한다.
혜미(Haemi)
성우: 은영선 / Sunday Muse
나이: 12세
성별: 여
취미: 발레
색깔:      분홍색(     물색)
상징: 하트 모양
버릇: 항상 거울을 들여다본다.
자홍 단발머리의 소녀. 서포터 포지션이며 지스쿼드로서 사용하는 도구는 파워볼. 공주병 기질이 있는 성격의 소유자로, 평소에는 얌전하고 내숭을 부리고 있지만 사실은 채니 못지않게 호전적인 성격이다. 한편으로는 동물들을 아끼고 사랑하는 따뜻한 성격을 가지고 있으며 그 점을 반영해서 유일하게 그녀의 파워벨트만 치유 기능을 소유하고 있다. 덤으로 변신장면 대신 아이템 사용 뱅크신은 채니, 지니와 약간 다르게 나온다.
지니(Jeanie)
성우: 박영남 / Ashley Botting
나이: 12세
성별: 여
취미: 컴퓨터 게임, 체스
색깔:      녹색(     노란색)
상징: 네잎클로버 모양
버릇: 항상 분주하다.
만두 머리 녹발에 알안경이 특징인 소녀. 각종 기발한 작전들을 떠올리면서 지스쿼드의 브레인을 담당하고 있다. 부유한 집안 출신이라 집사까지 딸린 대저택에서 지내고 있다. 그리고 3인방 중 유일하게 가족들이 모두 공개됐다.

### 주트(Zoot)
크리스탈에 봉인되어있는 생물들로, 우주의 균형을 수호하는 역할을 맡고 있다. 총 36개의 주트가 있으며, 메가벨트라는 도구를 통해 이들 크리스탈의 힘을 다스리는 능력을 얻을 수 있다. 작중 초반부터 주인공 3인방의 계약으로 인해 그 중 33개가 지구로 전이되어 이곳저곳으로 흩어지게 되었고, 남은 세 마리는 주인공 3인방과 계약하여 지스쿼드로 변신하는 데에 필요한 힘을 제공한다. 모티브는 판도라의 상자로 추정.
커리지(Courage)
성별: 남
색깔:      빨간색(     노란색)
상징: 별 모양
채니의 파트너를 맡고 있는 용기의 주트.
러브(Love)
성별: 여
색깔:      분홍색(     물색)
상징: 하트 모양
혜미의 파트너를 맡고 있는 사랑의 주트.
호프(Hope)
성별: 남
색깔:      녹색(     노란색)
상징: 네잎클로버 모양
지니의 파트너를 맡고 있는 희망의 주트.

### 핸섬 3인방
사우스 힐즈에서 전학온 12세의 소년 3인방. 외모, 운동, 지력, 심지어는 재력까지 우월한 엄친아들로, 여자애들 뿐만 아니라 남자애들한테도 인기를 얻고 있다고 한다. 오렌지 힐즈로 전학오자마자 마찬가지로 스펙들을 뽐내며 동시에 학교 여자아이들의 인기를 독차지했고, 이로써 지스쿼드 삼인방과 라이벌 관계가 되었다. 하나같이 뽐내기 좋아하는 왕재수들로, 자신들보다 한 수 아래인 주인공들을 보며 비웃어대기 일쑤지만 점점 자신들의 인기를 빼앗을 때마다 불안해하는 면모를 보인다.
지누(Jinu)
성우: 강수진 / Zachary Bennett
나이: 12세
성별: 남
핸썸 삼인방의 리더 포지션.
민(Min)
성우: 김영선 / Tyrone Savage
나이: 12세
성별: 남
태오(Tae-o)
성우: 손정아 / Lyon Smith
나이: 12세
성별: 남

### 조력자
에르메스(Aramis)
성우: 김영선 / Noah Cappe
나이: 350세
성별: 남
취미: 독서, 검술, 악기 연주
지네이션(Z-Nation) 왕국의 왕자이자 우주의 평화를 지키던 영웅. 우주의 힘을 다스리는 메가벨트의 원래 주인으로, 벌룬의 20만 군세를 상대로 여유롭게 맞서 싸우던 도중 주인공 삼인방이 메가벨트의 봉인을 풀어버리는 사고를 치는 바람에 힘을 잃은 채 지구로 떨어진다. 그 후 생명을 유지하던 크리스탈을 한꺼번에 잃은 바람에 생명력이 얼마 남지 않은 그는 코마 상태에 빠진 채 봉인되었다. 신비한 미모로 인해 지스쿼드 삼인방의 연모의 대상이 되었으며, 가끔씩 그녀들의 망상 속에서 망가지는 것을 볼 수 있다.
울라프(Woolaf)
성우: 유동균 / Dwayne Hill
성별: 남
지네이션에서 에르메스 왕자를 보좌하던 주술사. 작중 시점에서는 벌룬 일당들에 의해 인질로 잡힌 채 구하러 와준 에르메스를 지켜보고 있었으나, 메가벨트의 힘이 빠져나가면서 에르메스가 지구로 전송되자 같이 따라오게 된다. 그리고는 멋대로 계약해버린 주인공 삼인방에게 에르메스 왕자를 깨우기 위해 '지스쿼드'가 되어 메가벨트에서 풀려난 나머지 33개의 주트들을 모두 되찾을 것을 명했다.

### 악역
벌룬(Balloon)
성우: 노민 / Martin Roach
성별: 남
그린들(Grindel)
성우: 최문자 / Melissa Altro
성별: 여
벌룬의 부하로서 움직이는 주술사. 실력은 울라프와 동급이라고 한다. 앉아서 지시하는 벌룬 대신 지스쿼드를 상대하는 악의 여간부격 인물로, 주트를 부활시켜 각종 방법을 통해 지스쿼드를 무찌르려 하지만 번번히 당하고 혼나는 신세.

### 그 외
뚱녀(Bernice)
성우: 최문자 / Emilie-Claire Barlow
나이: 12세
성별: 여
지스쿼드 3인방의 친구. 이름 그대로 먹는 것을 좋아하는 여자아이지만 마음씨는 착하다. 항상 사진기를 들고 다니며, 25화와 26화는 아예 이 캐릭터의 비중이 높은 에피소드다. 다만 그 두 에피소드를 끝으로 더 이상 방영되지 않아 지스쿼드 애니는 사실상 미완성 작품이 되었다.
해설
성우: 김영선 / Noah Cappe

## 크레딧

### 우리말 녹음
- 정미숙 - 채니
- 은영선 - 혜미
- 박영남 - 지니
- 최문자 - 뚱녀, 그린들
- 김영선 - 에르메스, 민, 해설
- 유동균 - 울라프
- 노민 - 벌룬
- 강수진 - 지누
- 손정아 - 태오

### 제작진
- 총감독: 최진, Scott Dyer, Doug Murphy
- 프로듀서: Sean V. Jeffrey, Marlene Sharp, 지나심, 정재원, 박광진
- 애니메이션 제직
  - 스토리보드: 여현진, 변영희, 조원준, 김승진, 김금구, 박영철, 정석진, 이성찬
  - 디자인: 이승관, 서행란, 김지연, 주태희, 이하림, 황정순, 강성태, 김규원, 권순화, 소지은
  - 모델링/렌더링: 정길훈, 정우승, 이재희, 김유식, 전경식, 권용선, 남궁석, 이남옥, 김동영, 장용석, 나기범, 장태희, 이석용, 김태수, 강윤경, 추혜련, 서순철, 유정원, 신창식, 홍영지, 엄정환, 김진화, 강효성, 이정은, 장태희, 김준구, 김희영, 남궁석, 정연계, 왕민지, 김주걸
  - 리깅: 김태균, 이석관
  - 애니메이션: 이창환, 이덕용, 김종석, 길기홍, 조현철, 김순영, 전미영, 이은주, 정광현, 이대훈, 김재규, 박준곤, 박화영, 이병주, 김선녀, 김유진, 유승형, 김영민, 장대록, 박희정, 천세희, 김신혜, 반동욱, 전우석, 윤 홍, 이효정, 손희영, 오성훈, 이경은, 이영만, 원동희, 장기철, 서재문, 조성표, 윤일진, 이형석, 이효정, 이문영, 김은희, 이태호, 정병대, 송정현, 주재익, 김은희, 이정수, 유시광, 장주옥, 정병민, 허규만, 곽기민, 양성복, 김진환, 황인석, 한정섭, 홍관효, 강선국, 설연진, 이택민
  - 합성/편집: 김종현, 이건호, 최승준, 유동우, 이성원, 변귀섭, 송현미, 하성욱, 우범훈, 조상현, 권송운, 김도흔, 안상철, 최원식, 이영규, 김일관, 명영조
  - 제작진행: 최유식, 신유진, 김태희
  - 시스템: 손석찬, 노명철
  - 마케팅/홍보: 이용호, 주경환, 신진희
  - 포스트 프로덕션: 헐리우드 매너
  - 종합편집: 김학정
  - CG: 최윤상
- 주제가
  - 주제가 작사: 최진
  - 작곡: Jeremy Sweet
  - 편곡: 김성태
  - 노래: 조민혜
- 사운드디자인, 녹음, 믹싱 : 박재석(헐리웃매너)
- 공동제작: 대원미디어, 하나로텔레콤, KT, 대원방송, SOVIK, 넬바나
- 제작지원: 한국콘텐츠진흥원
- 사업총괄: 에네메스
- 기획: SBS
- 제작: 에네메스
- 저작권: © 2006 Nelvana International Limited/Enemes Co. Ltd. All Rights Reserved.

## 개발제작
2001년부터 2002년까지 2001년 FIFA 컨페더레이션스컵과 2002년 FIFA 월드컵에서 개발과 제작을 시작했다. 2002년 10월 7일 《지네이션》 (Z-Nation)이라는 제목으로 한국 애니메이션에 대한 계획이 발표되었으며 한국 애니메이션은 2005년에 초연될 예정이었다.
2004년 6월 29일 한국 애니메이션은 《크리스탈요정 지스쿼드》 (Z-Squad: The Prince Saver)로 이름이 변경되었다. 2004년 7월 13일 서울 캐릭터 페어 2004에서 한국 애니메이션의 첫 번째 예고편이 공개되었다.
한국 애니메이션의 두 번째 예고편이 2005년 4월 11일 MIPTV에서 공개되었다. 한국 애니메이션의 세 번째 예고편은 MIPCOM 2005에서 선보였으며 2005년 10월 17일에 공개되었다. 한국 애니메이션의 네 번째 예고편은 2006년 4월 5일 Cartoons on the Bay에서 발표되었으며 주제곡과 동기화된 한국 애니메이션의 장면을 특징으로 한다.
2006년 11월 2일 서울 애니메이션 센터에서 일부 상영한 뒤, SBS TV에서는 2006년 12월 4일부터 방송을 시작했다. 콘텐츠 진흥원 2006 스타 프로젝트로 뽑힌 작품이다. 10대 초반의 여자 아이에서 10대 중후반의 소녀로 변신한다.

## 수상 및 선정 내역
- 2006 한국콘텐츠진흥원 주최 스타프로젝트 발굴지원사업 1위 선정작[6]
- 2006 2/4분기 디지털콘텐츠대상 - 디지털영상 분야 대상(대통령상)[7]
- 2007 Asian Television Awards - Best Animation 상 (TV 애니메이션 부문 최우수상)[8]

## 기타
- 어린 남성 캐릭터를 연기한 박영남 성우가 여성 캐릭터 역할로 출연한 애니메이션이다.